# Desintegração positiva
A teoria da desintegração positiva (TDP) é uma idéia de desenvolvimento da personalidade desenvolvida pelo psicólogo polonês Kazimierz Dąbrowski. Ao contrário da psicologia convencional , a ideia vê a tensão psicológica e a ansiedade como necessárias.para o crescimento pessoal. Esses processos "desintegrativos" são "positivos", enquanto as pessoas que falham em passar pela desintegração positiva podem parar na "integração primária", possuindo individualidade, mas, no entanto, sem uma personalidade autônoma e permanecendo impressionáveis. A entrada na desintegração e os subsequentes processos superiores de desenvolvimento continuam através do potencial de desenvolvimento, incluindo superexcitabilidade e hipersensibilidade. 
Ao contrário de outras teorias de desenvolvimento, como os estágios de desenvolvimento psicossocial de Erikson, não se supõe que mesmo a maioria das pessoas progrida em todos os níveis. A teoria da desidentegração positiva também não é uma teoria de estágios e os níveis não se correlacionam com a idade; tensão e ansiedade não se correlacionam com maturidade. 

## A teoria de Dąbrowski
O desenvolvimento da teoria da desintegração positiva começou nos primeiros trabalhos poloneses de Dąbrowski, conforme refletido em sua tese de doutorado de 1929. Seu primeiro trabalho em inglês (1937) também continha sementes da teoria. Seu próximo grande trabalho em inglês foi seu livro de 1964 Desintegração Positiva. Ele propôs que a chave para o crescimento mental era ter um forte "potencial de desenvolvimento" (DP): uma constelação de fatores psicológicos herdados geneticamente. A desintegração positiva forte geralmente leva à desintegração das estruturas psicológicas existentes. Essas desintegrações permitem que o indivíduo reorganize voluntariamente suas prioridades e valores, levando ao crescimento psicológico.  
A teoria do desenvolvimento da personalidade de Dąbrowski enfatiza várias características principais, incluindo: 
- a personalidade não é um traço universal dado; ele deve ser criado - moldado - pelo indivíduo para refletir seu próprio caráter único (formando a personalidade).
- a personalidade se desenvolve como resultado da ação do potencial de desenvolvimento (PD) (incluindo superexcitabilidade e o fator autônomo (terceiro). Nem todos exibem potencial de desenvolvimento suficiente para passar pelo processo de crescimento mental: desintegração positiva.
- Dąbrowski usou uma abordagem multinível para descrever a continuidade dos níveis de desenvolvimento observados na população.
- potencial de desenvolvimento cria crises caracterizadas por fortes ansiedades e depressões — psiconeurose — que precipitam desintegrações.
- para que a personalidade se desenvolva, as integrações iniciais baseadas no instinto e na socialização devem se desintegrar — um processo que Dąbrowski chamou de desintegração positiva.
- o desenvolvimento de uma hierarquia de valores individuais — reações emocionais — é um componente crítico no desenvolvimento da personalidade e da autonomia de alguém; assim, em contraste com a maioria das teorias psicológicas, as emoções desempenham um papel importante nessa abordagem.
- as reações emocionais guiam o indivíduo na criação de seu ideal de personalidade individual, um padrão autônomo que atua como meta do desenvolvimento individual.
- os indivíduos devem examinar sua essência e desenvolver seu próprio ideal de personalidade. Posteriormente, eles podem fazer escolhas existenciais que enfatizam os aspectos do eu que são superiores e "mais eu" e inibem os aspectos inferiores ou "menos eu" com base em seu ideal de personalidade, moldando assim sua personalidade; isso cria um eu autêntico baseado na essência fundamental do indivíduo.
- componentes críticos do desenvolvimento individual incluem; autoeducação, sujeito-objeto, ideal de personalidade, autoaperfeiçoamento e autopsicoterapia. [3]

### Fatores no desenvolvimento da personalidade
Dąbrowski observou que a maioria das pessoas vive suas vidas em um estado de "integração primária ou primitiva" amplamente guiada por impulsos biológicos ("primeiro fator") e/ou por endosso acrítico e adesão a convenções sociais ("segundo fator"). Ele chamou essa integração inicial de Nível I. Dąbrowski observou que, nesse nível, não há verdadeira expressão individual do eu humano autônomo; portanto, eles não têm personalidade autônoma e, ao contrário, exibem a ideia de Nietzsche da personalidade do rebanho . A expressão individual no Nível I é influenciada e limitada pelos dois primeiros fatores. 
O primeiro fator canaliza energia e talentos para a realização de objetivos egoístas que refletem os "instintos inferiores" e o ego biológico, pois seu foco principal é a sobrevivência e o autopromoção. O segundo fator, o ambiente social (meio) e a pressão dos pares, restringe a expressão individual e a criatividade encorajando uma visão de grupo da vida e desencorajando o pensamento e a expressão individual. O segundo fator exterioriza os valores e a moral, exteriorizando assim a consciência. As forças sociais moldam as expectativas. O comportamento, os talentos e a criatividade de uma pessoa são canalizados para formas que acompanham e apóiam o meio social existente. Como a consciência é derivada de um contexto social externo, enquanto a sociedade mantiver padrões éticos, as pessoas influenciadas pelo segundo fator se comportarão eticamente. No entanto, se uma sociedade se tornar corrupta, as pessoas fortemente influenciadas pelo segundo fator não discordarão. A socialização sem exame individual leva a uma existência mecânica e robótica (o "robopata" descrito por Ludwig von Bertalanffy). As reações individuais não são únicas, elas são baseadas em contextos sociais. De acordo com Dąbrowski, as pessoas motivadas principalmente pelo segundo fator representam uma maioria significativa da população em geral. 
Dąbrowski sentiu que a sociedade era amplamente influenciada pelos dois fatores inferiores e poderia ser caracterizada como operando no Nível I. Seu sistema de valores externos absolve o indivíduo de qualquer responsabilidade individual. Ele também descreveu grupos de pessoas que apresentam um curso de desenvolvimento diferente: um caminho de desenvolvimento individualizado. Essas pessoas rompem com uma visão automática, rotineira e socializada da vida (que Dąbrowski chamou de ajuste negativo ) e dizem que passam por uma série de desintegrações pessoais. Dąbrowski viu essas desintegrações como um elemento-chave no processo de desenvolvimento geral. As crises desafiam o status quo e fazem com que as pessoas revejam a si mesmas, suas ideias, valores, pensamentos, ideais, etc. 
Se o desenvolvimento continuar, a pessoa passa a desenvolver uma estrutura de valor hierárquico individualizada, consciente e avaliada criticamente (chamada ajuste positivo).). Essa hierarquia de valores atua como uma referência pela qual todas as coisas agora são vistas, e os valores mais altos na hierarquia interna do indivíduo passam a direcionar o comportamento (não mais baseados em costumes sociais externos). Esses valores individuais mais elevados caracterizam uma eventual segunda integração refletindo a autonomia individual e, para Dąbrowski, marcam a chegada da verdadeira personalidade humana. Nesse nível, cada pessoa desenvolve sua própria visão de como a vida deveria ser e a vive. Este nível superior está associado a fortes abordagens individuais para resolução de problemas e criatividade. Os talentos e a criatividade de uma pessoa são aplicados a serviço desses valores e visões individuais mais elevados de como a vida poderia ser - como o mundo deveria ser. A pessoa expressa sua "nova" personalidade autônoma energeticamente por meio da ação, da arte, da mudança social e assim por diante. 

### Potencial de desenvolvimento
O desenvolvimento avançado é frequentemente visto em pessoas que exibem forte potencial de desenvolvimento ("DP"). O potencial de desenvolvimento representa uma constelação de características genéticas. Pode ser positivo ou negativo, pode ser forte ou fraco. Se for forte, a entrada do ambiente é mínima. Se o DP for fraco, o ambiente desempenhará um papel crítico. Muitos fatores são incorporados no potencial de desenvolvimento, mas três aspectos principais são destacados: superexcitabilidade (OE), habilidades e talentos específicos e um forte impulso para o crescimento autônomo, uma característica que Dąbrowski chamou de "terceiro fator". 

#### Superexcitabilidade
O aspecto mais evidente do potencial de desenvolvimento é a superexcitabilidade (OE), uma experiência fisiológica intensificada de estímulos resultante do aumento da sensibilidade neuronal. Quanto maior o OE, mais intensas são as experiências do dia a dia da vida. Dąbrowski delineou cinco formas de EO: psicomotora, sensual, imaginativo, intelectual e emocional. Essas superexcitabilidades, especialmente as três últimas, muitas vezes levam a pessoa a experimentar a vida diária mais intensamente e a sentir profundamente os extremos das alegrias e tristezas da vida. Dąbrowski estudou exemplares humanos e descobriu que a superexcitabilidade aumentada era uma parte fundamental de seu desenvolvimento e experiência de vida. Essas pessoas são dirigidas e impulsionadas por seu "leme" de valor, sua experiência de EO emocional. Combinado com OE imaginativo e intelectual, essas pessoas têm uma percepção poderosa e multinível do mundo. 
Embora baseadas no sistema nervoso, as superexcitabilidades passam a ser expressas psicologicamente por meio do desenvolvimento de estruturas que refletem o eu autônomo emergente. A mais importante dessas conceitualizações são os dinamismos: forças biológicas ou mentais que controlam o comportamento e seu desenvolvimento. Instintos, impulsos e processos intelectuais combinados com emoções são dinamismos.  Com o desenvolvimento avançado, os dinamismos refletem cada vez mais o movimento em direção à autonomia. 

#### Habilidades e talentos
O segundo aspecto do potencial de desenvolvimento, habilidades específicas e talentos tende a servir ao nível de desenvolvimento da pessoa. Conforme descrito, as pessoas em níveis inferiores usam talentos para apoiar metas egocêntricas ou para subir na escada social e corporativa. Em níveis mais altos, talentos e habilidades específicos tornam-se uma força importante, pois são canalizados pela hierarquia de valores da pessoa para expressar e alcançar a visão da pessoa sobre sua personalidade ideal e sua visão de como o mundo deveria ser. 

#### O terceiro fator
O terceiro aspecto do potencial de desenvolvimento (PD) , que é simplesmente referido como "o terceiro fator", é um impulso em direção ao crescimento individual e à autonomia. O terceiro fator é crítico, pois aplica os talentos e a criatividade de uma pessoa para a expressão autônoma e, em segundo lugar, fornece motivação para lutar por mais e tentar imaginar e alcançar objetivos atualmente fora do alcance de alguém. Dąbrowski foi claro ao diferenciar o terceiro fator do livre arbítrio. 
Ele sentiu que o livre-arbítrio não foi longe o suficiente para capturar os aspectos motivadores que ele atribuiu ao terceiro fator. Por exemplo, um indivíduo pode exercer livre arbítrio e mostrar pouca motivação para crescer ou mudar como indivíduo. O terceiro fator descreve especificamente a motivação - uma motivação para se tornar o próprio eu. Muitas vezes, essa motivação é tão forte que, em algumas situações, pode-se observar que é preciso se desenvolver e que, ao fazê-lo, coloca-se em grande perigo. Esse sentimento de "eu tenho que ser eu", especialmente quando é "a qualquer custo" e especialmente quando é expresso como um forte motivador para o autocrescimento, está além da conceituação usual atribuída ao livre-arbítrio 
Uma pessoa cujo DP é alto o suficiente geralmente sofrerá desintegração, apesar de qualquer esforço social ou familiar externo para evitá-la. Uma pessoa cujo DP é muito baixo geralmente não sofrerá desintegração (ou crescimento positivo da personalidade), mesmo em um ambiente propício. A noção de superexcitabilidade descrita por Dabrowski parece ter sido desenvolvida independentemente por Elaine Aron, de notar-se que os detalhes da abordagem de Aron são substancialmente diferentes dos de Dąbrowsk. 

#### Obstáculos de desenvolvimento
Dąbrowski chamou a OE de "um presente trágico" para refletir que o caminho da pessoa com forte OE (superexcitabilidade) não é suave ou fácil. Os potenciais para experimentar grandes altos também são potenciais para experimentar grandes baixos. Da mesma forma, os potenciais para expressar grande criatividade mantêm a probabilidade de experimentar muitos conflitos e estresse pessoais . Esse estresse impulsiona o desenvolvimento e é resultado de conflitos desenvolvimentais, tanto intrapsíquicos quanto sociais. O suicídio é um risco significativo nas fases agudas desse estresse. O isolamento frequentemente vivenciado por essas pessoas também pode aumentar o risco de automutilação. 
Dąbrowski defendeu a autopsicoterapia , educando a pessoa sobre sua teoria e o processo desintegrativo para dar a ela um contexto no qual entender sentimentos e necessidades intensas. Dąbrowski sugeriu dar apoio às pessoas em seus esforços para desenvolver e encontrar sua própria auto-expressão. Crianças e adultos com alto Desenvolvimento Pessoal e superexcitabilidade têm que encontrar e trilhar seu próprio caminho, muitas vezes à custa de se encaixar com seus pares sociais e até com suas famílias. No cerne da autopsicoterapia está a consciência de que ninguém pode mostrar a ninguém o caminho "certo". Todo mundo tem que encontrar seu próprio caminho para si. Aludindo aos cavaleiros da Busca do Graal , o analista junguiano, Joseph Campbell supostamente disse: "Se existe um caminho na floresta, não o siga, pois embora tenha levado outra pessoa ao Graal, não o levará até lá, porque não é o seu caminho."  

## Os níveis
O primeiro e o quinto níveis são caracterizados por integração psicológica, harmonia e pouco conflito interno. Há pouco conflito interno no Nível I porque quase todo comportamento é justificado - ou é bom para o indivíduo e, portanto, "certo" ou a sociedade do indivíduo o endossa e, portanto, é "certo". Em ambos os casos, com um alto nível de confiança, o indivíduo age como imagina que qualquer outra pessoa agiria e faz o que todos "deveriam fazer". No Nível V não há conflito interno porque o que uma pessoa faz está em harmonia com seu próprio senso interno de valores. Claro, muitas vezes há conflito externo nos níveis I e V. 
Os níveis II, III e IV descrevem vários graus e tipos de desintegração. Dąbrowski deixou bem claro que os níveis que ele apresenta “representam um dispositivo heurístico”. No processo de desenvolvimento, as estruturas de dois ou até três níveis contíguos podem existir lado a lado, embora deva ser entendido que eles existem em conflito. O conflito é resolvido quando uma das estruturas é eliminada, ou pelo menos fica sob controle total de outra estrutura.  

### Nível I: Integração primária
Conforme descrito acima, o primeiro nível é chamado de integração primitiva ou primária. As pessoas neste nível são frequentemente influenciadas principalmente por forças proeminentes do primeiro fator (hereditariedade/impulso) e/ou do segundo fator (ambiente social). A maioria das pessoas no Nível I está integrada no nível ambiental ou social (Dąbrowski os chamou de pessoas comuns); no entanto, muitos também exibem tons de impulso e socialização. Dąbrowski distinguiu os dois subgrupos do Nível I por grau: "o estado de integração primária é um estado contrário à saúde mental. Um grau razoavelmente alto de integração primária está presente na pessoa média; um grau muito alto de integração primária está presente na psicopata".  Marcado pelo egoísmo e egocentrismo(tanto reticentes quanto explícitos), aqueles no nível um de desenvolvimento geralmente buscam a auto-realização acima de tudo, justificando suas buscas por meio de uma espécie de pensamento "é tudo sobre mim"; ou, mais simplesmente, eles aderem fortemente à frase "o fim justifica os meios", às vezes desconsiderando a severidade dos "meios". Muitas pessoas que são consideradas "líderes" geralmente se enquadram nessa categoria.  
A grande maioria das pessoas não rompe totalmente sua integração primitiva ou, após um período relativamente curto de desintegração, geralmente experimentado na adolescência e início da juventude, termina em uma reintegração no nível anterior ou em uma integração parcial de alguns dos as funções em níveis ligeiramente superiores, sem uma transformação de toda a estrutura mental.  A integração primária na pessoa média foi proposta como tendo um certo valor devido à sua estabilidade e previsibilidade e, quando acompanhada de gentileza e boa vontade, pode representar pessoas que podem fornecer apoio e estabilidade àqueles que estão passando por desintegração.  

### Nível II: Desintegração Unilevel
A característica proeminente deste nível é uma crise inicial, breve e muitas vezes intensa ou uma série de crises. As crises são espontâneas e ocorrem em apenas um nível. Essas crises envolvem alternativas que podem parecer diferentes, mas que, no final das contas, estão no mesmo nível. 
A desintegração no mesmo nível (uninível) ocorre durante crises de desenvolvimento como a puberdade ou menopausa, em períodos de dificuldade em lidar com algum evento externo estressante ou sob condições psicológicas como nervosismo e psiconeurose.  A desintegração de nível único consiste em processos em um único nível estrutural e emocional; há uma prevalência de dinamismos automáticos com apenas leve autoconsciência e autocontrole.  
Conflitos no mesmo nível (horizontais) produzem ambidências e ambivalências: somos igualmente atraídos por escolhas diferentes, mas equivalentes, no mesmo nível (ambidências) e não somos capazes de decidir o que fazer porque não vemos uma preferência real entre as escolhas (ambivalências). Se as forças de desenvolvimento são fortes o suficiente, em última análise, a pessoa é lançada em uma crise existencial: as razões sociais de uma pessoa não respondem mais por suas experiências e não há explicações alternativas.  
Durante esta fase, o desespero existencial é a emoção predominante. A resolução desta fase começa quando os valores escolhidos individualmente começam a substituir os costumes sociais.que foram enraizados de forma mecânica e estão integrados em uma nova hierarquia de valores pessoais. Esses novos valores geralmente entram em conflito com os valores sociais anteriores da pessoa. Muitas das explicações do status quo para "como as coisas são", aprendidas por meio da educação e da ordem social, desmoronam sob o escrutínio consciente e individual. Isso causa mais conflitos focados na análise da pessoa de suas próprias reações ao mundo em geral e do comportamento de si e dos outros. Os comportamentos comuns e a ética da ordem social vigente passam a ser vistos como inadequados, errados ou hipócritas. Prevalece o desajuste positivo. Para Dąbrowski, essas crises representam um forte potencial de desenvolvimento para o crescimento pessoal e a saúde mental. Usando uma definição positiva, a saúde mental reflete mais do que conformidade social: 
O nível II é um período de transição. Dąbrowski disse que você recua (reintegração em um nível inferior), termina negativamente, em suicídio ou psicose ou avança para o Nível III. 
A transição do Nível II para o Nível III envolve uma mudança fundamental que requer uma quantidade fenomenal de energia. Este período é a encruzilhada do desenvolvimento: a partir daqui deve-se progredir ou regredir. A luta entre os três fatores de Dąbrowski reflete essa crise de transição: "Será que sigo meus instintos (primeiro fator), meus ensinamentos (segundo fator) ou meu coração (terceiro fator)?" A resposta do desenvolvimento é transformar os instintos inferiores da pessoa (reações automáticas como a raiva) em motivação positiva, resistir a respostas mecânicas e sociais e ouvir seu senso interior do que se deve fazer. 

### Nível III: Desintegração multinível espontânea
O nível III descreve um novo tipo de conflito: um conflito vertical entre duas alternativas que não são simplesmente diferentes, mas que existem em níveis diferentes. Um é genuinamente mais alto e o outro é mais baixo em comparação. Esses conflitos verticais surgem inicialmente de percepções involuntárias de escolhas superiores versus inferiores na vida. "Você apenas olha para algo, talvez pela milésima vez (para usar as palavras de GK Chesterton ), e isso o atinge - você vê essa coisa de maneira diferente e, uma vez que o faz, muda as coisas. Você não pode mais 'voltar e veja do jeito que você fez antes.'" 
Dąbrowski chamou essa dimensão vertical de multinível. O multinível é uma percepção gradual da "possibilidade do superior" (uma frase que Dąbrowski usou com frequência) e dos contrastes subseqüentes entre o superior e o inferior na vida. Essas comparações verticais muitas vezes ilustram o comportamento inferior e real de uma pessoa em contraste com ideais imaginados superiores e escolhas idealizadas alternativas. Dąbrowski acreditava que o indivíduo autêntico escolheria o caminho superior como o caminho claro e óbvio a seguir (apagando as ambivalências e ambitendências dos conflitos uniníveis). Se o comportamento real da pessoa subseqüentemente fica aquém do ideal, geralmente ocorre uma desarmonia interna e um impulso para revisar e reconstruir a própria vida. O multinível representa, portanto, um novo e poderoso tipo de conflito, um conflito que é desenvolvimentista na abordagem de Dąbrowski. 
Os conflitos verticais são críticos para levar à autonomia e ao crescimento avançado da personalidade. Se a pessoa deseja alcançar níveis mais altos, a mudança para multinível deve ocorrer. Se uma pessoa não tiver o potencial de desenvolvimento para passar para uma visão multinível, ela sairá das crises do Nível II para se reintegrar no Nível I. Na mudança para multinível, o modelo de vida estímulo-resposta horizontal (uninível) é substituído por uma análise vertical e hierárquica. Essa visão vertical torna-se ancorada pela estrutura emergente de valores individuais de cada um, e todos os eventos são vistos em relação aos ideais pessoais. Esses ideais de valores pessoais tornam-se o ideal de personalidade: como a pessoa deseja viver sua vida. Como os acontecimentos da vida são vistos em relação a essa visão vertical multinível, torna-se impossível sustentar posições que favoreçam o curso inferior quando objetivos superiores podem ser identificados (ou imaginados). 

### Nível IV: Desintegração multinível direcionada
No Nível IV a pessoa assume total controle de seu desenvolvimento. O desenvolvimento espontâneo involuntário do Nível III é substituído por uma revisão deliberada, consciente e autodirigida da vida a partir da perspectiva multinível. Este nível marca o surgimento real do terceiro fator, descrito por Dąbrowski como um fator autônomo "de escolha consciente (valorização) pelo qual se afirma ou rejeita certas qualidades em si mesmo e em seu ambiente". A pessoa revisa conscientemente seu sistema de crenças existente e tenta substituir visões e reações inferiores e automáticas por ideais cuidadosamente pensados, examinados e escolhidos. Esses novos valores serão cada vez mais refletidos no comportamento da pessoa. O comportamento torna-se menos reativo, menos automático e mais deliberado à medida que as escolhas comportamentais caem sob a influência dos ideais mais elevados escolhidos pela pessoa. 
Os costumes sociais são revisados e reaceitados por uma internalização consciente quando o indivíduo sente que é apropriado. Da mesma forma, quando a pessoa sente que é adequado, um valor social é revisto e pode ser rejeitado para ser substituído por um valor alternativo mais elevado autopercebido. A orientação social de uma pessoa passa a refletir uma profunda responsabilidade baseada em fatores intelectuais e emocionais. Nos níveis mais altos, "indivíduos desse tipo se sentem responsáveis pela realização da justiça e pela proteção dos outros contra danos e injustiças. Seus sentimentos de responsabilidade se estendem a quase tudo". Essa perspectiva resulta da visão da vida em relação à hierarquia de valores (a visão multinível) e da subseqüente apreciação do potencial de como a vida poderia e deveria ser vivida. As divergências de alguém com o mundo (de nível inferior) são expressas compassivamente ao fazer o que se pode para ajudar a alcançar o "dever". 
Dada a sua perspectiva pró-social genuína (autêntica), as pessoas que alcançam um desenvolvimento superior também elevam o nível de sua sociedade. Prosocial aqui não é apenas suporte da ordem social existente. Se a ordem social é inferior e você está ajustado a ela, então você também reflete o inferior (ajuste negativo nos termos de Dąbrowski, uma característica de Nível I). Aqui, prosocial é um cultivo genuíno de interações sociais baseadas em valores mais elevados. Essas posições muitas vezes entram em conflito com o status quo de uma sociedade inferior ( desajuste positivo ). Em outras palavras, estar desajustado em uma sociedade de baixo nível é uma característica positiva. 

### Nível V: Integração secundária
O quinto nível exibe um caráter integrado e harmonioso, mas muito diferente daquele do primeiro nível.  Nesse nível mais alto, o comportamento de uma pessoa é guiado por decisões conscientes e cuidadosamente ponderadas, baseadas em uma hierarquia individualizada e escolhida de valores pessoais. O comportamento se conforma a esse padrão interno de como a vida deve ser vivida e, portanto, surgem poucos conflitos internos. 
O nível V costuma ser marcado pela expressão criativa. Especialmente no Nível V, resolução de problemas e arte representam as características mais elevadas e nobres da vida humana. A arte capta os estados emocionais mais íntimos e é baseada em uma profunda empatia e compreensão do assunto. Muitas vezes, o sofrimento humano e o sacrifício são os temas dessas obras. Obras verdadeiramente visionárias, obras únicas e inovadoras, são criadas por pessoas que expressam uma visão livre de convenções. Avanços na sociedade, por meio da política, filosofia e religião, são, portanto, comumente associados a fortes realizações ou criatividade individual. 

## Aplicações

### Terapia
A teoria da desintegração positiva tem um escopo extremamente amplo e tem implicações para muitas áreas. Uma aplicação central aplica-se ao diagnóstico e tratamento psicológico e psiquiátrico. Dąbrowski defendeu um diagnóstico abrangente e multidimensional da situação da pessoa, incluindo sintomas e potenciais de desenvolvimento. 

#### Sintomas e potencial de desenvolvimento
Se a desintegração parece se encaixar em um contexto de desenvolvimento, então a pessoa é educada na teoria e encorajada a ter uma visão de desenvolvimento de sua situação e experiências. Em vez de serem eliminados, os sintomas são reenquadrados para produzir percepção e compreensão da vida e da situação única da pessoa. 

#### A importância das narrativas
Dąbrowski ilustrou sua teoria por meio de autobiografias e biografias sobre aqueles que experimentaram a desintegração positiva. A criança superdotada, o adolescente suicida ou o artista problemático muitas vezes experimentam as características da teoria da desintegração positiva e, se aceitarem e compreenderem o significado de seus intensos sentimentos e crises, poderão seguir em frente, não desmoronar. A conclusão de uma extensa autobiografia para ajudar o indivíduo a ganhar perspectiva sobre seu passado e presente é um componente importante no processo de autopsicoterapia. Nesse processo, o terapeuta desempenha um papel muito pequeno e atua mais como um estímulo inicial do que como um terapeuta contínuo. Dąbrowski pediu aos clientes que lessem seus livros e vissem como suas ideias poderiam se relacionar com suas vidas. 

#### Autopsicoterapia
Para Dąbrowski, o objetivo da terapia é eliminar o terapeuta, fornecendo um contexto no qual a pessoa possa entender e ajudar a si mesma, uma abordagem terapêutica que ele chamou de autopsicoterapia. O cliente é encorajado a embarcar em uma jornada de autodescoberta com ênfase na busca do contraste entre o que é superior e o que é inferior em sua personalidade e estrutura de valores. A pessoa é encorajada a explorar ainda mais sua estrutura de valores, especialmente no que se refere à lógica e justificação de posições. Discrepâncias entre valores e comportamento são destacadas. A abordagem é chamada de autopsicoterapia para enfatizar o importante papel que o indivíduo deve desempenhar em seu próprio processo terapêutico e no processo mais amplo de desenvolvimento da personalidade. O indivíduo deve vir a se ver como responsável por determinar ou criar seu próprio ideal de personalidade e estrutura de valores. Isso inclui uma revisão crítica dos costumes e valores sociais que foram aprendidos. 
Dąbrowski estava muito preocupado com o que chamou de desenvolvimento unilateral,  em que as pessoas apresentam desenvolvimento avançado significativo em apenas um aspecto da vida, geralmente intelectual. Ele acreditava que é crucial equilibrar o desenvolvimento de cada um. 

#### Superexcitabilidade
Ao descrever a superexcitabilidade, Dąbrowski enfatizou dois aspectos principais: sensibilidade acima da média dos nervos (receptores) e capacidade de resposta acima da média dos nervos aos estímulos. Dąbrowski explicou: “O prefixo anexado a 'excitabilidade' serve para indicar que as reações de excitação estão acima da média em intensidade, duração e frequência”  Portanto, em resumo,  você tiver forte superexcitabilidade, precisará de menos estímulos para causar uma reação e sua reação será mais forte do que um indivíduo que não demonstra superexcitabilidade. 
Dąbrowski lembra aos clientes que sem doença interna há pouco estímulo para mudança ou crescimento. Em vez de tentar melhorar rapidamente os sintomas, essa abordagem encoraja os indivíduos a experimentar plenamente seus sentimentos e a tentar manter uma orientação positiva e de desenvolvimento para o que eles podem perceber como forte depressão ou ansiedade. A ênfase é colocada no cliente tornando-se consciente de que pode controlar conscientemente a direção de sua vida e aplicar o que Dabrowski chamou de autopsicoterapia. 

## Dąbrowski e o indivíduo talentoso
Em um apêndice de Dąbrowski (1967), são relatados resultados de investigações feitas em 1962 com jovens poloneses. Especificamente, foi examinado "um grupo de crianças e jovens superdotados de 8 a 23 anos" (p. 251). Dos 80 jovens estudados, 30 eram "dotados intelectualmente" e 50 eram de "escolas de teatro, balé e artes plásticas" (p. 251). Dąbrowski descobriu que todas as crianças exibiam superexcitabilidade, "que constituiu a base para o surgimento de conjuntos neuróticos e psiconeuróticos. 
Além disso, descobriu-se que essas crianças também apresentavam conjuntos de nervosismo, neurose e psiconeurose de vários tipos e intensidades, desde sintomas vegetativos leves, ou sintomas de ansiedade, até sintomas distintos e conjuntos psicastênicos ou histéricos altamente intensivos" (p. 253). Dąbrowski perguntou por que essas crianças deveriam exibir tais "estados de nervosismo ou psiconeurose" e sugeriu que era devido à presença de superexcitabilidade (p. 255). "Provavelmente a causa é uma sensibilidade acima da média que não apenas permite alcançar resultados notáveis no aprendizado e no trabalho, mas ao mesmo tempo aumenta o número de pontos sensíveis a todas as experiências que podem acelerar reações anômalas revelando-se em conjuntos psiconeuróticos" (p. 255). 
A associação entre superexcitabilidade e  superdotação parece ser confirmada na pesquisa (Lysy e Piechowski 1983; Piechowski 1986; Piechowski e Miller 1995).    Parece que pelo menos a superexcitabilidade intelectual é um marcador de potencial para superdotação/criatividade. A tese de Dąbrowski é que os superdotados exibirão desproporcionalmente esse processo de desintegração positiva e crescimento da personalidade. 

## Ideias-chave
A teoria é baseada em ideias-chave que podem ser listadas a seguir: 
- Que os instintos animais inferiores (primeiro fator) devem ser inibidos e transformados em forças "superiores" para que as pessoas sejam Humanas (essa capacidade de transformar os instintos é o que separa as pessoas dos outros animais). [17]
- Que a integração inicial comum da personalidade, baseada na socialização (segundo fator), não reflete a verdadeira personalidade. [17]
- No nível inicial de integração, há pouco conflito interno, pois quando alguém "vai junto com o grupo", há pouco senso de transgressão individual. Conflitos externos geralmente se relacionam com o bloqueio de objetivos sociais – frustrações de carreira, por exemplo. Os costumes e valores sociais prevalecem com pouca dúvida ou exame consciente. [17]
- A verdadeira personalidade deve ser baseada em um sistema de valores que são escolhidos consciente e voluntariamente pela pessoa para refletir seu próprio senso individual de "como a vida deveria ser" e seu "ideal de personalidade" - a pessoa ideal que eles sentem que "devem ser". [17]
- Os instintos animais inferiores e as forças dos grupos de pares e da socialização são inferiores ao eu autônomo (personalidade) construído pela pessoa consciente. [17]
- Para quebrar a integração inicial, são necessárias crises e desintegrações, geralmente proporcionadas pela experiência de vida. [17]
- Essas desintegrações são positivas se a pessoa conseguir soluções positivas e de desenvolvimento para a situação. [17]
- As "crises uniníveis" não são de desenvolvimento, pois a pessoa só pode escolher entre alternativas iguais (ir para a esquerda ou ir para a direita?). [17]
- Um novo tipo de percepção envolve "multinível", uma visão vertical da vida que compara alternativas inferiores com alternativas superiores e agora permite ao indivíduo escolher uma resolução mais alta para uma crise em vez de outras alternativas disponíveis, mas inferiores - a solução de desenvolvimento. [17]
- A "desintegração positiva" é um processo de desenvolvimento vital. [17]
- Dąbrowski desenvolveu a ideia de "potencial de desenvolvimento" para descrever as forças necessárias para alcançar o desenvolvimento autônomo da personalidade. [17]
- O potencial de desenvolvimento inclui vários fatores, incluindo habilidades e talentos inatos, "superexcitabilidade" e o "terceiro fator". [17]
- A superexcitabilidade é uma medida do nível de resposta nervosa de um indivíduo. Dąbrowski descobriu que todos os exemplares que ele estudou exibiam um sistema nervoso excessivamente sensível, tornando-os também propensos à angústia, depressão e ansiedade - psiconeuroses nos termos de Dąbrowski, uma característica muito positiva e de desenvolvimento. [17]
- O terceiro fator é uma medida do impulso de um indivíduo em direção à autonomia. [17]
- A abordagem de Dąbrowski é muito interessante filosoficamente, pois é platônica, refletindo o viés de Platão em relação à essência - a essência de um indivíduo é um determinante crítico de seu curso de desenvolvimento na vida. No entanto, Dąbrowski também acrescentou um aspecto existencial importante, o que depende das ansiedades sentidas e de como resolvemos os desafios do dia a dia que enfrentamos. A essência deve ser realizada através de um processo existencial e experiencial de desenvolvimento. A caracterização avançada por Kierkegaard de "Cavaleiros da fé" pode ser comparada ao indivíduo autônomo de Dąbrowski. [17]
- Reviu o papel da lógica e do raciocínio no desenvolvimento e conclui que o intelecto por si só não ajuda totalmente as pessoas a saber o que fazer na vida. Incorpora as visões de desenvolvimento de Jean Piaget em um esquema mais amplo guiado pela emoção. A emoção (como alguém se sente em relação a algo) é o guia mais preciso para as principais decisões da vida. [17]
- Quando o desenvolvimento multinível e autônomo é alcançado, uma integração secundária é vista refletindo o estado maduro da personalidade. O indivíduo não tem conflito interior; eles estão em harmonia interna, pois suas ações refletem sua hierarquia de valores profundamente sentida. [17]
- Rejeitou a descrição de auto-realização de Abraham Maslow (Dąbrowski era um amigo pessoal e correspondente de Maslow). A atualização de um eu humano indiferenciado não é um resultado do desenvolvimento nos termos de Dąbrowski. Dąbrowski aplicou uma abordagem multinível (vertical) ao self e viu a necessidade de se tornar consciente e inibir e rejeitar os aspectos instintivos inferiores do self humano intrínseco (aspectos que Maslow gostaria que as pessoas "abraçassem sem culpa") e de escolher e reunir elementos superiores em um novo eu único. Dąbrowski faria com que as pessoas diferenciassem o eu inicial em aspectos superiores e inferiores e rejeitassem o inferior e atualizassem o superior na criação de personalidades únicas. [17]

## Integração secundária versus autorrealização
As pessoas muitas vezes equiparam o conceito de autorrealização de Maslow com o nível de integração secundária de Dąbrowski. Existem algumas diferenças importantes entre essas duas ideias. Fundamentalmente, Maslow descreveu a auto-realização como um processo em que o eu é aceito "como é", de modo que os aspectos superiores e inferiores do eu são atualizados.  Para Maslow, a autorrealização envolvia "ser tudo o que se pode ser e aceitar o eu mais profundo em todos os seus aspectos".  Dąbrowski introduz a noção de que, embora os aspectos inferiores possam inicialmente ser intrínsecos ao eu, como seres humanos, podemos nos tornar conscientes de sua natureza inferior. As pessoas podem desenvolver a autoconsciência quanto a como eles se sentem sobre esses níveis baixos - se eles se sentem mal por se comportarem dessa maneira inferior, então eles podem decidir cognitiva e voluntariamente inibir e eliminar esses comportamentos - Dąbrowski chamou isso de modelagem de personalidade.  Dessa forma, os aspectos superiores do eu são atualizados enquanto os aspectos inferiores são inibidos e, para Dąbrowski, isso é o que é único nos humanos e os diferencia dos outros animais - nenhum outro animal é capaz de diferenciar seus instintos inferiores e, portanto, não podem inibir seus impulsos animalescos, ideia também expressa na excentricidade de Plessner. 

## Polêmica
Nos últimos 40 anos, os esforços para medir as construções dabrowskianas limitaram-se a observar a superexcitabilidade. O instrumento mais amplamente conhecido é o Questionário de Sobreexcitabilidade - Dois. 

## Origens
A visão de mundo de Dabrowski foi, sem dúvida, influenciada por suas experiências de vida. Quando adolescente na Primeira Guerra Mundial, ele testemunhou uma grande batalha perto de sua aldeia. Ele caminhou entre os corpos dos soldados mortos e mais tarde lembrou que os olhares em seus rostos eram totalmente diferentes. Alguns expressaram medo; alguns expressaram horror, enquanto outros pareciam calmos e pacíficos. Durante a Segunda Guerra Mundial, ele foi várias vezes preso pela polícia nazista e fez sua esposa pagar um resgate para ser libertado. Posteriormente, quando Stalin conquistou a Polônia, Dabrowski foi preso por cerca de 18 meses (junto com sua esposa). Dabrowski disse que escreveu sua teoria para encapsular os comportamentos humanos mais baixos que observou durante a guerra, bem como os maiores atos de auto-sacrifício. Ele disse que nenhuma outra teoria psicológica havia capturado essa ampla gama de comportamento humano. Após sua libertação, seu comportamento foi monitorado de perto pelas autoridades polonesas até pelo menos o início dos anos 60. Em 1965 ele estabeleceu uma base em Edmonton, Alberta, e passou o resto de sua vida alternando entre o Canadá e a Polônia. 